# Motivo DSCH

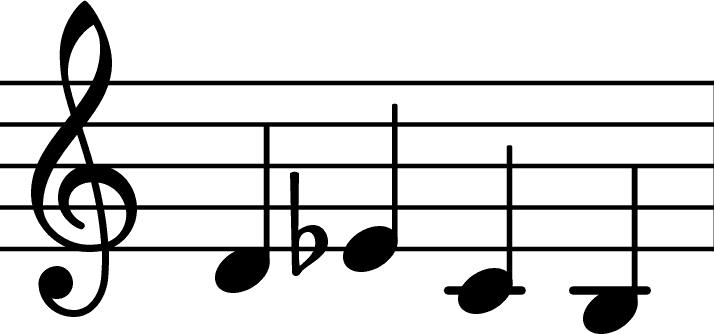
Motivo DSCH.

DSCH es un motivo musical utilizado por el compositor ruso Dmitri Shostakóvich para representarse a sí mismo. Se trata de un criptograma musical, como lo fue el motivo BACH de Johann Sebastian Bach. 

## Descripción
El motivo DSCH está formado por las notas re–mi bemol–do–si, que equivale a D–Es–C–H en notación musical alemana, correspondientes a las iniciales del compositor (Д. Ш., siendo su nombre y apellido en cirílico Дмитрий Шостакович), transliteradas al alemán (D. Sch.).
Este motivo fue profusamente utilizado por Shostakóvich, apareciendo en buena parte de sus obras, entre las que se incluyen la Sinfonía n.º 10, el Cuarteto de cuerda n.º 8, el Concierto para violín n.º 1, el Concierto para violoncelo n.º 1, la Sinfonía n.º 15 y la Sonata para piano n.º 2 Op. 61. 
Muchas obras compuestas en homenaje a Shostakóvich, como el Preludio en memoria de Dmitri Shostakóvich de Alfred Schnittke o el Cuarteto de cuerda n.º 9 de Sulkhan Tsintsadze hacen extenso uso del motivo DSCH. El compositor inglés Ronald Stevenson compuso una larga Passacaglia alrededor del motivo. También Edison Denisov dedicó varias obras a Shostakóvich: 1969 DSCH, para clarinete, trombón, violoncelo y piano y Sonata para saxofón 1970, citando frecuentemente el motivo y utilizándolo como las cuatro notas iniciales de una escala dodecafónica. Denisov fue un protegido de Shostakóvich durante mucho tiempo. 
En Rejoice in the Lamb, una de las más conocidas obras de Benjamin Britten —quien se hizo amigo de Shostakóvich en los años sesenta—, aparece el motivo DSCH repetido varias veces en el acompañamiento, oyéndose cada vez con más volumen hasta llegar a fortissimo al final, sobre los acordes que acompañan la frase And the watchman strikes me with his staff, mientras la frase que se canta con la melodía del motivo es Silly fellow, silly fellow, is against me.
Otra referencia al motivo aparece en la obra de Britten La violación de Lucrecia, en la que aparece como principal componente estructural del aria de Lucrecia Give him this orchid. 
Más recientemente, el compositor contemporáneo Lorenzo Ferrero compuso DEsCH, una partitura para oboe, fagot, piano y orquesta (2006), para conmemorar el centenario del nacimiento de Shostakóvich. Y en su Op. 111 - Bagatella sobre Beethoven (2009), mezcla temas de la Sonata para piano n.º 32 en do menor, Op.111 de Beethoven con el monograma musical de Shostakóvich.     

## Otros usos del acrónimo DSCH
La publicación DSCH Journal, en la que se publican los estudios sobre Shostakóvich, toma su nombre del motivo, que se utiliza frecuentemente como abreviación del nombre del compositor.
DSCH Publishers es una editorial basada en Moscú, especializada en la obra de Shostakóvich. En 2005 publicó la obra en 150 volúmenes Nueva obra completa de Dmitri Shostakóvich, una cuarta parte de la cual consta de obra inédita.